# Holkkvarn

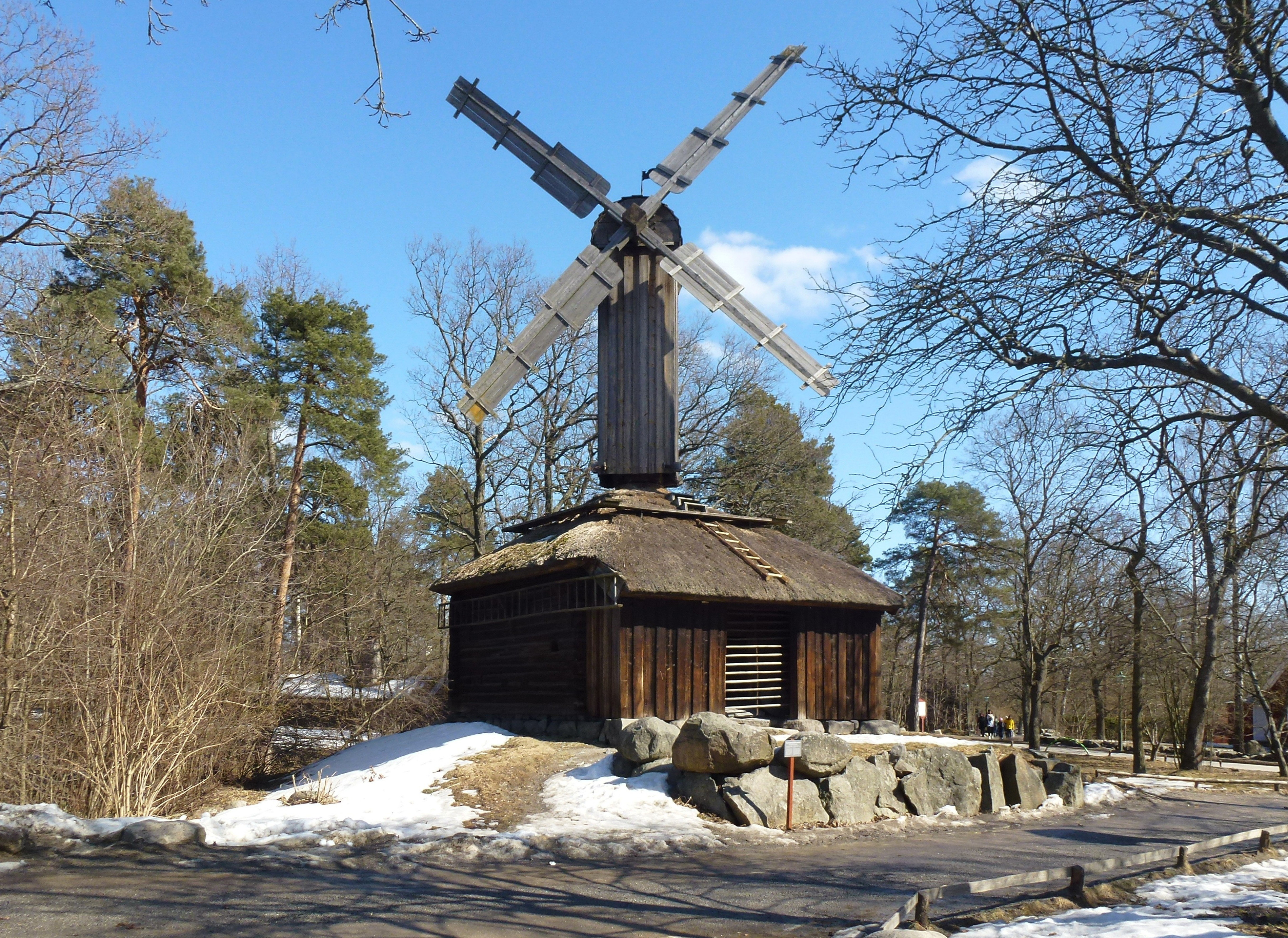
Holkkvarnen Främmestadskvarnen.

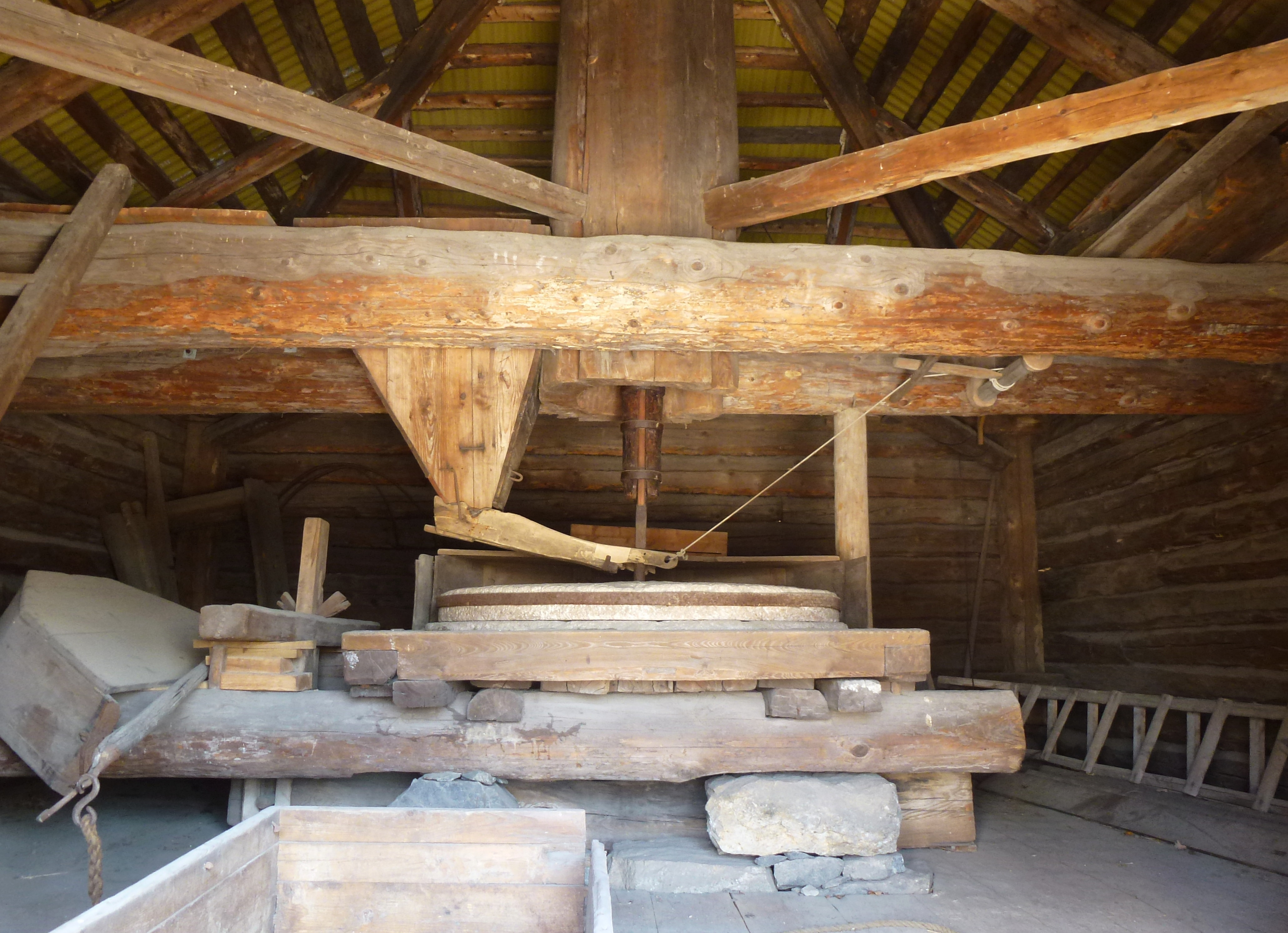
Främmestadskvarnens malverk.

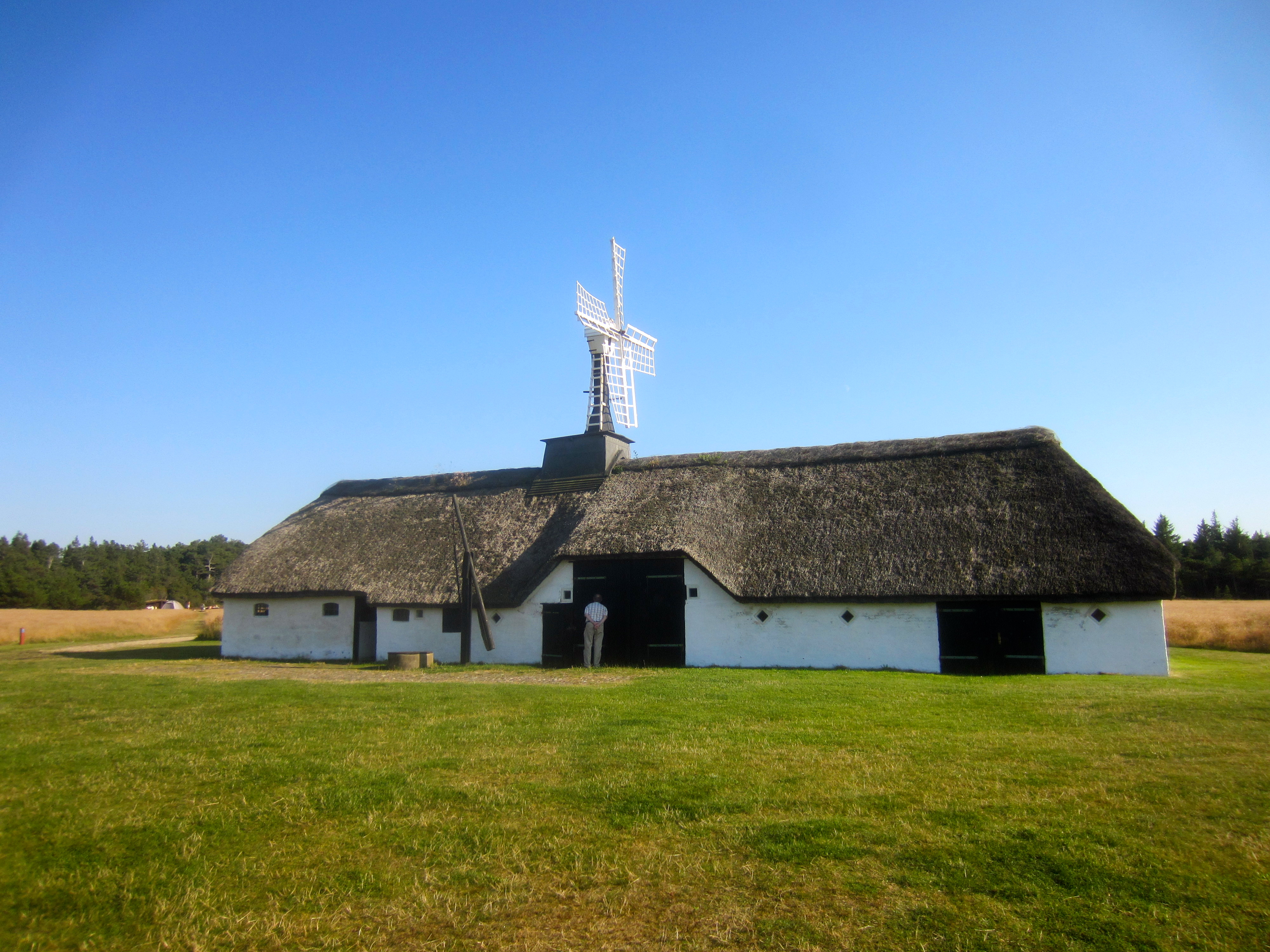
Holkkvarn, Tversted Plantage vid Tannis Bugt på norra Jylland.

En holkkvarn är en typ av väderkvarn, där hjulhuset med sina vingar står på taket av kvarnbyggnaden där kvarnens maskineri (exempelvis kvarnstenar) är placerade. Kvarntypen förekommer i flera europeiska länder, däribland Finland, Nederländerna och Sverige.
Kvarnens hjulhus kan vridas kring en trätrumma, den så kallade holken (därav namnet), som kan manövreras med hjälp av en stock, den så kallade rumpestången  i rätt vindriktning. Vingarna kan förses med lösa ”segel” av trä. Vingarnas rörelse överförs sedan genom en axel och kugghjul till den övre kvarnstenen, där säden mals till mjöl.
I Sverige var holkkvarnen vanlig i trakten kring Vänern och har funnits sedan 1600-talet. Enligt Roger Wadström är typen en holländsk import som kom till området via Göteborgstrakten. Ett exempel på en västsvensk holkkvarn är Främmestadskvarnen på friluftsmuseet Skansen i Stockholm, som kom från Främmestads socken i Västergötland och placerades på Skansen år 1900. Holkkvarnar har även förekommit i Småland, varav en (från Sirkön i sjön Åsnen) har bevarats på Smålands museum i Växjö och en finns kvar på Runnö i Kalmarsund.
I Finland finns 74 holkkvarnar (finska: harakkamylly, ’skatkvarn’, efter vridstången som får kvarnen att se ut som en skata). De förekommer i landets västra delar, främst i Södra Österbotten och Tavastland.